# Serbie au Concours Eurovision de la chanson 2015
La Serbie participe au Concours Eurovision de la chanson 2015 à Vienne, en Autriche. Le pays est représenté par Bojana Stamenov et sa chanson Beauty Never Lies.

## Sélection
Le pays a confirmé sa participation le 26 septembre 2014. La sélection de la Serbie comprend trois artistes. Chacun chantera une chanson écrite par Vladimir Graić (compositeur serbe ayant composé Molitva qui a remporté l'Eurovision 2007). 
Deux de ces artistes sont sélectionnés par la RTS et Vladimir Graić en interne. Le troisième fait l'objet d'une émission de télévision qui aura lieu le 14 décembre. En effet, après des auditions dans six villes du pays, 10 chanteurs sont retenus pour concourir afin d'obtenir une place dans la sélection. Finalement, la candidate retenue après cette phase de sélection publique est Danica Krstić.
Les deux autres chanteurs, sélectionnés en interne, sont Aleksa Jelić et Bojana Stamenov. La finale a eu lieu le 15 février 2015.
| # | Artiste         | Chanson                           | Jury | Public | Public | Total | Place |
| # | Artiste         | Chanson                           | Jury | Voix   | Points | Total | Place |
| - | --------------- | --------------------------------- | ---- | ------ | ------ | ----- | ----- |
| 1 | Aleksa Jelić    | Vodi me (Води ме)                 | 2    | 4 363  | 1      | 3     | 3     |
| 2 | Danica Krstić   | Suze za kraj (Сузе за крај)       | 1    | 8 039  | 2      | 3     | 2     |
| 3 | Bojana Stamenov | Ceo svet je moj (Цео свет је мој) | 3    | 10 547 | 3      | 6     | 1     |

Au terme de la soirée, Bojana Stamenov fut sélectionnée pour représenter la Serbie avec son titre Ceo svet je moj.
Bojana Stamenov a ensuite fait traduire la chanson en anglais. Cette version s'intitule Beauty Never Lies et est la version interprétée au Concours.

## À l'Eurovision
La Serbie a participé à la première demi-finale, le 19 mai 2015. Arrivant à la 9e place avec 63 points, le pays décroche une place pour la finale, où il termine 10e avec 53 points.